# Пеккерт-Форсман, Карин
Карин Ванда Пеккерт-Форсман (до замужества — Форсман) (эст. Karin Peckert-Forsmann, 24 февраля 1905, Ревель — неизвестно, неизвестно) — эстонская горнолыжница. Участница зимних Олимпийских игр 1936 года. Первая женщина, представлявшая Эстонию на Олимпиаде.

## Биография
Карин Пеккерт-Форсман родилась 24 февраля (11 февраля по старому стилю) 1905 года в российском городе Ревель (сейчас Таллин в Эстонии).
В начале 1920-х годов вышла замуж за немца и перебралась в Германию. В 1930-е годы стала заниматься горнолыжным спортом. Жила в Розенхайме, тренировалась под руководством Тони Бадера и выступала на соревнованиях в Баварии.
В 1936 году вошла в состав сборной Эстонии на зимних Олимпийских играх в Гармиш-Партенкирхене. В горнолыжной комбинации заняла 26-е место, набрав 62,31 очка и уступив 34,75 балла завоевавшей золото Кристль Кранц из Германии. В скоростном спуске показала 31-е время (7 минут 58,4 секунды), в слаломе — 21-е (3.53,0).
Пеккерт-Форсман стала первой женщиной, представлявшей Эстонию на Олимпиаде.
О дальнейшей жизни данных нет.

## Семья
Отец — Эдуард Форсман (1878—1933), эстонский предприниматель, в 1918—1933 годах директор Северной бумажно-картонной фабрики в Таллине.
Мать — Франциска Копийовски.
Сестра — Ингеборг Эрна Форсман.